# Coupe Artemio-Franchi 1985
La Coupe Artemio-Franchi 1985 est la première édition de la Coupe Artemio-Franchi, ou « Coupe intercontinentale des nations ». Le 21 août 1985 à Paris, l'équipe de France de football, qui a gagné l'Euro 1984 à domicile l'année précédente, la remporte en battant l'Uruguay, vainqueur de la Copa América 1983, sur le score de deux buts à zéro grâce à des réalisations de Dominique Rocheteau et de José Touré dans un Parc des Princes à moitié vide.

## Match

### Résumé
Le sélectionneur français Henri Michel décide d'aligner une équipe proche de celle qui a remporté l'Euro 1984. Menés par leur capitaine Michel Platini, les Bleus sont renforcés par le virevoltant José Touré mais déplorent les absences de Manuel Amoros et de Jean Tigana. La rencontre n'attire pas les foules puisque le Parc des Princes ne compte qu'un peu plus de 20 000 spectateurs. Pour les joueurs français eux-mêmes, ce match est certes l'occasion de remporter un trophée mais c'est surtout une bonne occasion de se tester avant une confrontation décisive prévue trois semaines plus tard face à l'équipe d'Allemagne de l'Est, comptant pour la qualification au Mondial 1986. En face, les Uruguayens proposent un jeu physique et rugueux inspiré de la garra charrúa (es), l'esprit combatif emblématique de la sélection sud-américaine. C'est insuffisant pour inquiéter une équipe de France au jeu fluide et offensif qui ouvre le score dès les premières minutes grâce à un service de Platini sur Dominique Rocheteau qui conclut l'action. En début de seconde période, Alain Giresse envoie une longue ouverture à l'entrée de la surface de réparation vers Touré qui contrôle de la poitrine et ajuste Rodolfo Rodríguez à bout pourtant.

### Détails
| 21 août 1985                                   | France                                         | 2 – 0                                   | Uruguay | Parc des Princes, Paris                      |                                              |
| 19:45 heure locale · Historique des rencontres | (Platini ) Rocheteau 5e · (Giresse ) Touré 56e | (1 – 0)                                 |         | Spectateurs : 20 405 Arbitrage : Abel Gnecco | Spectateurs : 20 405 Arbitrage : Abel Gnecco |
| 19:45 heure locale · Historique des rencontres |                                                | 20e Diogo · 22e Pereyra · 65e Gutiérrez |         | Spectateurs : 20 405 Arbitrage : Abel Gnecco | Spectateurs : 20 405 Arbitrage : Abel Gnecco |

| France | Uruguay |

| FRANCE :        |    |                        |
|                 |    |                        |
| GK              | 1  | Joël Bats              |
| DF              | 2  | Michel Bibard          |
| DF              | 4  | Yvon Le Roux           |
| DF              | 5  | Maxime Bossis          |
| DF              | 3  | William Ayache         |
| MF              | 6  | Alain Giresse          |
| MF              | 7  | Luis Fernandez         |
| MF              | 10 | Michel Platini         |
| MF              | 8  | Thierry Tusseau        |
| FW              | 11 | José Touré             |
| FW              | 9  | Dominique Rocheteau    |
| Remplaçants :   |    |                        |
| GK              | 16 | Albert Rust            |
| DF              | 12 | Jean-François Domergue |
| MF              | 13 | Philippe Vercruysse    |
| MF              | 14 | Bruno Bellone          |
| FW              | 15 | Yannick Stopyra        |
| Sélectionneur : |    |                        |
| Henri Michel    |    |                        |

| URUGUAY :       |    |                       |     |     |
|                 |    |                       |     |     |
| GK              | 1  | Rodolfo Rodríguez     |     |     |
| DF              | 4  | Víctor Hugo Diogo     | 20e |     |
| DF              | 2  | Nelson Gutiérrez      | 65e |     |
| DF              | 3  | Darío Pereyra         | 22e |     |
| DF              | 6  | José Batista          |     |     |
| MF              | 8  | Jorge Barrios         |     | 77e |
| MF              | 5  | Miguel Bossio         |     |     |
| MF              | 10 | Sergio Santín         |     |     |
| MF              | 7  | Venancio Ramos        |     |     |
| FW              | 9  | Enzo Francescoli      |     |     |
| FW              | 11 | Wilmar Cabrera        |     | 77e |
| Remplaçants :   |    |                       |     |     |
| GK              | 12 | Fernando Álvez        |     |     |
| DF              | 13 | Eduardo Mario Acevedo |     |     |
| DF              | 14 | Néstor Montelongo     |     |     |
| MF              | 15 | Mario Saralegui       |     | 77e |
| FW              | 16 | Gustavo Dalto         |     | 77e |
| Sélectionneur : |    |                       |     |     |
| Omar Borrás     |    |                       |     |     |

## Vainqueur
| Vainqueur Coupe Artemio-Franchi 1985 France 1er titre |